# 1985 na arte

## Eventos
- Fevereiro - Inauguração do Museu Municipal de Arte Moderna Abel Manta em Gouveia, Portugal.
- A Unesco classifica o Santuário do Bom Jesus de Matosinhos como Patrimônio Mundial

## Nascimentos
| Data           | Nome               | Profissão | Nacionalidade | Observações                 | Ref |
| -------------- | ------------------ | --------- | ------------- | --------------------------- | --- |
| 27 de Agosto   | Alexandra Nechita  | pintora   | Roménia       | naturalizada Estados Unidos |     |
| 24 de Setembro | Eric Adjetey Anang | escultor  | Gana          |                             |     |

## Mortes
| Data          | Nome                          | Profissão                      | Nacionalidade | Observações | Ref |
| ------------- | ----------------------------- | ------------------------------ | ------------- | ----------- | --- |
| 12 de Janeiro | João Batista Vilanova Artigas | arquiteto                      | Brasil        | n. 1915     |     |
| 16 de Janeiro | Árpád Szenes                  | pintor                         | Hungria       | n. 1897     |     |
| 8 de Março    | Danilo Di Prete               | pintor e ilustrador            | Itália        | n. 1911     |     |
| 12 de Maio    | Jean Dubuffet                 | pintor                         | França        | n. 1901     |     |
| ?             | Raimundo Machado da Luz       | pintor                         | Portugal      | n. 1903     |     |
| ?             | Martinho de Haro              | pintor, desenhista e muralista | Brasil        | n. 1907     |     |
| ?             | Orózio Belém                  | pintor                         | Brasil        | n. 1903     |     |
| ?             | Chico da Silva                | pintor                         | Brasil        | n. 1923     |     |
| ?             | Murillo La Greca              | pintor                         | Brasil        | n. 1899     |     |
| ?             | José Rodrigues de Miranda     | pintor                         | Brasil        | n. 1907     |     |
| ?             | Eusebio Sempere               | pintor                         | Espanha       | n. 1923     |     |

## Prémios
- Prémio Príncipe das Astúrias das Artes - Antonio López García[1]
- Arquitectura
  - Prémio Pritzker - Hans Hollein[2]
  - Prémio Valmor e Municipal de Arquitectura 1985 - Eduardo Paiva Lopes e Manuel Silva Fernandes[3].
  - Prémio Valmor e Municipal de Arquitectura 1985 - Sérgio Menezes de Melo[3]